# Viabilidad genética
La viabilidad genética es la capacidad de los genes presentes para permitir que una célula, organismo o población sobreviva y se reproduzca. El término se usa generalmente para referirse a la posibilidad o capacidad de una población de evitar los problemas de endogamia. Con menos frecuencia, la viabilidad genética también se puede utilizar con respecto a una sola célula o a nivel individual. 
La endogamia agota la heterocigosidad del genoma, lo que significa que hay una mayor probabilidad de que haya alelos idénticos en un locus. Cuando estos alelos no son beneficiosos, la homocigosidad podría causar problemas para la viabilidad genética.  Estos problemas podrían incluir efectos en la aptitud del individuo (mayor mortalidad, crecimiento más lento, defectos de desarrollo más frecuentes, menor capacidad de apareamiento, menor fecundidad, mayor susceptibilidad a enfermedades, menor capacidad para resistir el estrés, menor capacidad competitiva intra e interespecífica) o efectos sobre la aptitud de toda la población (tasa de crecimiento de la población deprimida, capacidad de recrecimiento reducida, capacidad reducida de adaptación al cambio ambiental). Ver depresión endogámica. Cuando una población de plantas o animales pierde su viabilidad genética, aumenta su probabilidad de extinguirse.

## Condiciones necesarias
Para ser genéticamente viable, una población de plantas o animales requiere una cierta cantidad de diversidad genética y un cierto tamaño de población. Para la viabilidad genética a largo plazo, el tamaño de la población debe consistir en suficientes parejas reproductoras para mantener la diversidad genética. El tamaño de población efectivo preciso se puede calcular utilizando un análisis de población mínima viable. Una mayor diversidad genética y un mayor tamaño de población reducirán los efectos negativos de la deriva genética y la endogamia en una población. Cuando se han cumplido las medidas adecuadas, aumentará la viabilidad genética de una población.

## Causas de disminución

El cuello de botella de la población puede disminuir la viabilidad genética y provocar una posible extinción

La principal causa de una disminución de la viabilidad genética es la pérdida de hábitat. Esta pérdida puede ocurrir debido, por ejemplo, a la urbanización o la deforestación que provocan la fragmentación del hábitat.  Los eventos naturales como terremotos, inundaciones o incendios también pueden causar la pérdida de hábitat. Con el tiempo, la pérdida de hábitat podría provocar un cuello de botella en la población. En una población pequeña, el riesgo de endogamia aumentará drásticamente, lo que podría conducir a una disminución de la viabilidad genética. Si son específicos en sus dietas, esto también puede conducir al aislamiento del hábitat y restricciones reproductivas, lo que lleva a un mayor cuello de botella en la población y una disminución de la viabilidad genética. La reproducción artificial tradicional también puede provocar una disminución de la viabilidad genética en algunas especies.

## Conservación de la población
La protección del hábitat está asociada con más riqueza alélica y heterocigosidad que en los hábitats desprotegidos.  La fragmentación reducida del hábitat y el aumento de la permeabilidad del paisaje pueden promover la riqueza alélica al facilitar el flujo de genes entre poblaciones aisladas o más pequeñas.
La población viable mínima necesaria para mantener la viabilidad genética es donde la pérdida de variación genética debido al tamaño pequeño de la población (deriva genética) es igual a la variación genética obtenida mediante mutación. Cuando el número de un sexo es demasiado bajo, puede ser necesario el cruzamiento para mantener la viabilidad.

## Análisis
Cuando la viabilidad genética parece estar disminuyendo dentro de una población, se puede realizar un análisis de viabilidad poblacional (PVA) para evaluar el riesgo de extinción de esta especie. El resultado de un PVA podría determinar si se necesitan más acciones con respecto a la preservación de una especie. 

## Aplicaciones
La viabilidad genética es aplicada por el personal de manejo de vida silvestre en zoológicos, acuarios u otros hábitats ex situ similares. Utilizan el conocimiento de la genética de los animales, generalmente a través de sus genealogías, para calcular el PVA y gestionar la viabilidad de la población.